# Fana Mokoena
Fana Mokoena (Kroonstad, 13 de mayo de 1971) es un actor sudafricano.
Es reconocido por su papel como el general y genocida ruandés Augustin Bizimungu (1952-) en la película Hotel Rwanda (2004).
En 2013 representó al secretario de la Organización de las Naciones Unidas en la película Guerra mundial Z.

## Filmografía
- 1997: Dangerous Ground (1997) como un joven.
- 1998: Generations (serie de televisión) como Dr. Mandla Sithole
- 2004: Country of my skull, como Mandla
- 2004: Hotel Rwanda, como el general Bizimungu
- 2006: The LAB, serie de televisión sudafricana, como Jaws Bengu
- 2008-2010: Wild at heart (serie de televisión), como Mr. Ekotto.
- 2011: Machine Gun Preacher, como John Garang.
- 2012: Safe House, como oficial a cargo.
- 2013: Guerra mundial Z, como Thierry Umutoni, secretario general adjunto de la ONU.